# Pier Silvestro Leopardi
Pier Silvestro Leopardi, anche noto come Pietro Leopardi, (Amatrice, 31 dicembre 1797 – Firenze, 14 luglio 1870) è stato un patriota e politico italiano.

## Biografia
Nato ad Amatrice nel 1797 da un ramo cadetto della nobile famiglia Leopardi di Recanati, era figlio di Giacomo, possidente, e di Loreta Lelj, di una famiglia antica e illustre di Canzano. Studiò giurisprudenza all'Università di Napoli; mentre era ancora studente, si unì nel 1814 alle bande di carbonari contro le truppe francesi di Gioacchino Murat. Dopo la Restaurazione, entrò nell'amministrazione statale del Regno delle Due Sicilie e nel 1817, a soli 20 anni di età, fu capo divisione nell'intendenza generale dell'Aquila, probabilmente per l'appoggio dei carbonari. Partecipò pertanto attivamente ai moti costituzionali del 1820-1821, militando nella Guardia nazionale dell'Aquila e servendo nello Stato Maggiore di Guglielmo Pepe. Alcuni anni dopo Pier Silvestro Leopardi avrebbe attribuito agli errori del generale Pepe la sconfitta dell'esercito delle Due Sicilie avvenuta a Rieti il 7 marzo 1821, con epilogo in Antrodoco tra il pomeriggio del 9 e la mattina del 10.
Costretto ad abbandonare la carriera amministrativa, nel decennio 1821-30 Leopardi esercitò l'avvocatura e continuò i rapporti con la Carboneria. Nel 1831 fu coinvolto, con il fratello Domenico, in una congiura che gli costò alcuni mesi di carcere; dopo l'assoluzione, avvenuta il 18 ottobre 1832, nel 1833 prese contratti con Giuseppe Mazzini e con una congrega aquilana della Giovine Italia; arrestato ancora una volta all'Aquila alla vigilia dell'insurrezione programmata per il 10 agosto 1833, su delibera del Consiglio di Stato, Leopardi fu condannato all'esilio perpetuo e dovette esulare in Francia.
In Francia ebbe contatti con Nicolò Tommaseo, col quale condivise per qualche tempo l'alloggio, e si avvicinò ai neoguelfi. Tradusse opere italiane in lingua francese, come ad esempio la Storia universale di Cesare Cantù. Tornato a Napoli agli inizi del 1848, fu inviato come ministro plenipotenziario delle Due Sicilie presso la corte di Carlo Alberto di Savoia. Nell'ottobre successivo partecipò, a Torino, ai lavori del congresso indetto dalla Società nazionale per la confederazione italiana ideata da Vincenzo Gioberti. Ciò gli procurò l'accusa di aver attentato all'integrità del Regno delle Due Sicilie per non essersi opposto all'ipotesi del distacco della Sicilia, accusa per la quale fu arrestato il 24 aprile 1849 e condannato a 15 anni di carcere, tramutati in esilio perpetuo. Si stabilì quindi in Piemonte: nel 1853 ottenne la cittadinanza del Regno di Sardegna e nel 1856 aderì alla cavouriana Società nazionale italiana. In quegli anni godette di una certa fama nella capitale piemontese e si fece passare per nobile, attribuendosi il titolo di conte di San Leopardo.
A seguito dell'Unità d'Italia, fu eletto alla Camera dei deputati del Regno alle elezioni politiche del 1861 nelle file della destra storica nel collegio di Sulmona. Il 10 ottobre 1865 fu nominato Senatore del Regno, venendo convalidato il 4 dicembre. Nel 1856 scrisse una documentata autobiografia dal titolo "Narrazioni storiche". Morì a Firenze nel 1870.